# Borstbälta
Borstbälta (Euphractus sexcinctus) är en art i familjen bältdjur och den enda arten i släktet Euphractus.

## Utbredning
Djuret förekommer i Sydamerika öster om Anderna från Surinam till norra Argentina, främst på savanner och annan gräsmark. Arten besöker även buskskogar, skogar, betes- och jordbruksmark samt trädodlingar.

## Utseende
Bältdjuret har en gulbrun färg och pansaret har 6 till 8 rörliga segment. Dessutom är pansaret täckt av vitgråa hår. Vid alla fyra fötter finns fem tår som är utrustade med skarpa klor för att öppna termitbon eller för att gräva egna bon. Huvudet ser tyngre ut i jämförelse med andra bältdjur av samma storlek. Djuret når en kroppslängd (huvud och bål) mellan 41 och 49 centimeter, en svanslängd mellan 12 och 24 centimeter samt en vikt av 3,3 till 6,5 kilogram.

## Ekologi
Arten skapar bon som består av en 1 till 2 meter lång tunnel och ett rum där bältdjuret kan vända. I motsats till flera andra bältdjur är den huvudsakligen aktiv på dagen men ibland letar den på natten efter föda. Varje individ lever ensam och revirets gränser markeras med körtelvätska från en doftkörtel som ligger under svansen. De är aggressiva mot artfränder och använder sina klor och tänder för att jaga bort inkräktare.

### Föda
Borstbältan är allätare men äter främst växtämnen som frukter, nötter och svampar. Den har även insekter (främst myror och termiter) eller as som föda.

### Fortplantning
Efter dräktigheten som varar i 60 till 65 dagar föder honan oftast två (ibland ett eller tre) ungdjur. Nyfödda ungar väger 95 till 115 gram och är blinda. Ögonen öppnas efter 22 till 25 dagar. Ungarna blir fyra gånger tyngre under sin första månad och börjar sedan med fast föda. 
Efter cirka nio månader är de könsmogna. Livslängden går upp till 15 år eller maximalt 18 år.

## Hot och status
Ibland jagas dessa djur av människor då de gräver i odlad mark eller på grund av att de äter frön. Köttet äts sällan orsakat av den ovanliga bismaken. IUCN listar arten som livskraftig.